# Lumbaquí
Lumbaquí è una parrocchia urbana dell'Ecuador, capoluogo del cantone di Gonzalo Pizarro, nella provincia di Sucumbíos.